# Плавучая АЭС
Плавучая АЭС — плавучая атомная электростанция (ПАЭС), в том числе плавучая атомная теплоэлектростанция (ПАТЭС). Все существующие и строящиеся ПАЭС являются атомными станциями малой мощности (АСММ).
Плавучие атомные электростанции используют технологические наработки судовых ядерных силовых установок и перспективны для электроснабжения островов и промышленных площадок на отдалённых труднодоступных территориях несмотря на относительно высокую стоимость производимой на них электроэнергии.

## История
Первая плавучая АЭС — баржа Sturgis с реактором MH-1A мощностью 45 МВт снабжала электричеством и пресной водой береговую базу у Панамского канала в 1968—1975 годах. Реактор MH-1A остановлен в 1976 году, а с 2014 по 2019 год осуществлялась разборка и утилизация его и баржи.
В 2020 году запущена в эксплуатацию плавучая атомная теплоэлектростанция «Академик Ломоносов», размещённая на причале Певека.
Некоторые разработки по странам мира:
- Россия: в 2023 году Росатом разрабатывал проекты ПАЭС малой мощности на основе реактора РИТМ-200; 
- Китай: разрабатываются проекты малых АЭС с реактором ACP100;
- США: компания NuScale Power Corporation в середине 2030-х планирует построить первые малые АЭС.

## Список плавучих атомных электростанций
- MH-1A на барже Sturgis работала в зоне Панамского канала с 1967 по 1976 год.
- Академик Ломоносов в Певеке эксплуатируется с 2020 года.

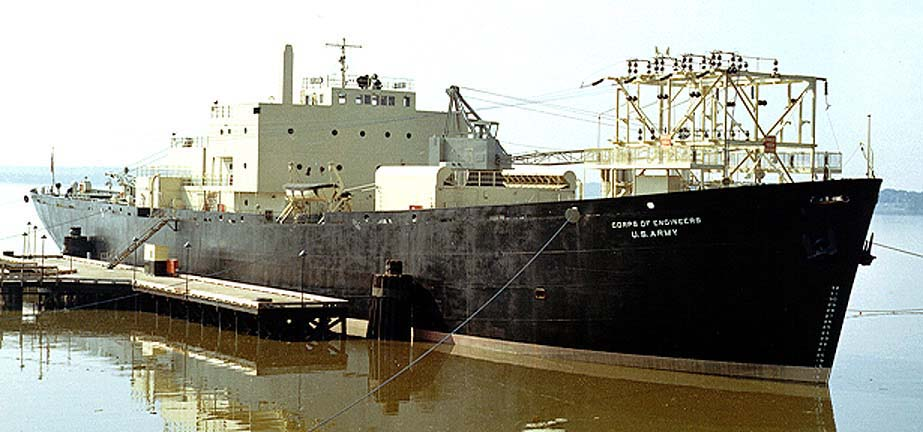
Первая в мире плавучая атомная электростанция Sturgis (MH-1A)
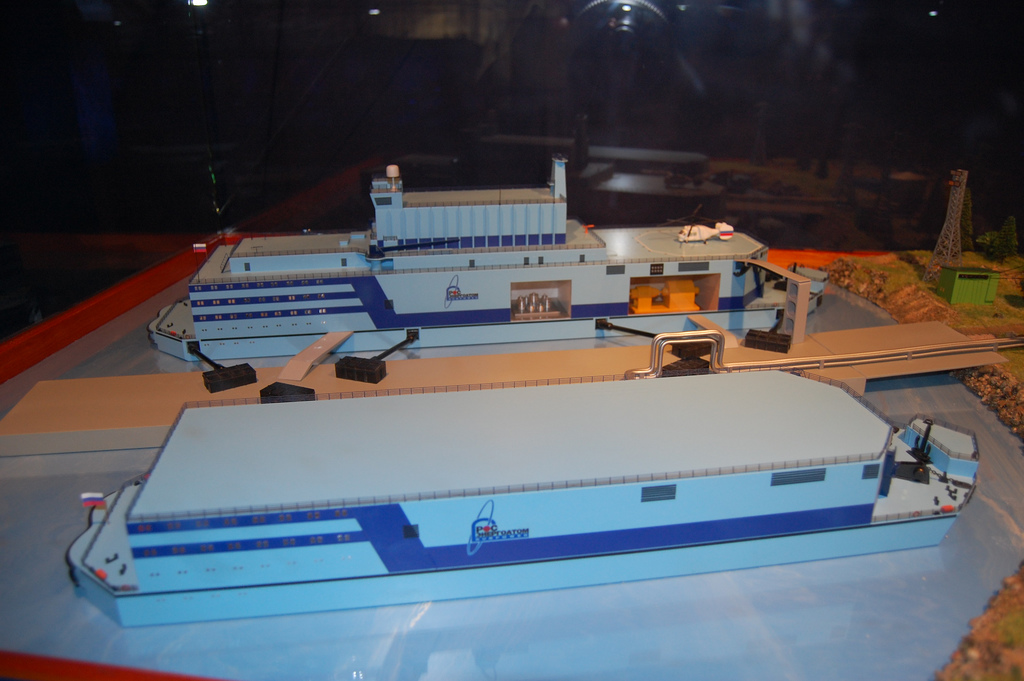
Макет причального сооружения и ПАТЭС «Академик Ломоносов»
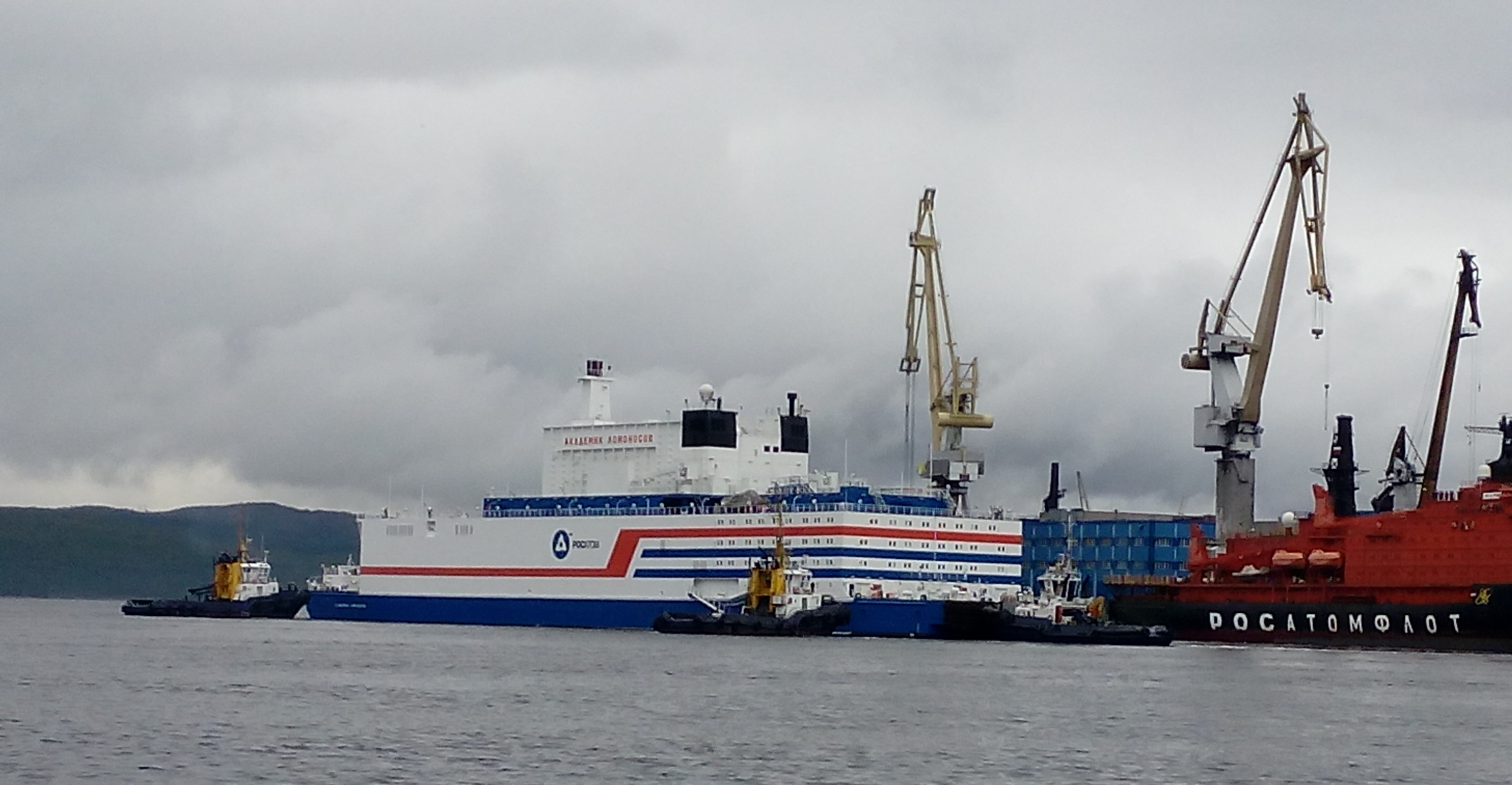
Буксировка ПАТЭС «Академик Ломоносов» в порту Мурманска для отправки в Певек 23 августа 2019 года